# Andrij Bondar
Andrij Wołodymyrowycz Bondar (ukr. Андрі́й Володими́рович Бондар; ur. 14 sierpnia 1974 w Kamieńcu Podolskim) – ukraiński pisarz, poeta, literaturoznawca i tłumacz.
Członek Asocjacji Ukraińskich Pisarzy (1998).

## Życiorys
W 1991 roku ukończył szkołę w Kamieńcu Podolskim. W latach 1991–1994 studiował w Instytucie Pedagogicznym w Kamieńcu Podolskim na kierunku filologia. W 1994 roku rozpoczął studia w Akademii Kijowsko-Mohylańskiej, które ukończył w 2001 roku.
W latach 1998–2000 był redaktorem naczelnym gazety „Literatura plus” („Література плюс”) Asocjacji Ukraińskich Pisarzy. Następnie od 2000 do 2001 był zastępcą redaktora naczelnego czasopisma „Ewa”. Od 2001 do 2007 roku zajmował się redagowaniem części poświęconej literaturze w renomowanym tygodniku „Dzerkało tyżnia” („Дзеркало тижня”).
Żonaty z pisarką Sofiją Andruchowycz. Mają córkę Warwarę (urodziła się w 2008 roku).
Laureat konkursu Wydawnictwa Smołoskyp (1997), uczestnik europejskiego projektu Literaturexpress Europe (2000), stypendysta Ministerstwa Kultury RP (stypendium Gaude Polonia, 2003, 2016), programu Homines Urbani (Kraków, 2004), uczestnik festiwalu Poetry International (Rotterdam, 2005).

## Twórczość
Jako poeta debiutował 24 listopada 1993 roku, publikując wiersze w gazecie „Podolanin” („Подолянин”) w Kamieńcu Podolskim.
Bondar jest autorem następujących tomów wierszy:
- Весіння єресь (Kijów, 1998),
- Істина і мед (Odessa, 2001),
- Примітивні форми власності (Lwów, 2004)
- Пісні пісні (Czerniowce, 2014)[2].

Bondar jest autorem następujących zbiorów felietonów, esejów i opowiadań:
- Морквяний лід (Kijów, 2013)[3],
- І тим, що в гробах (Lwów, 2016)[4],
- Cerebro (Lwów, 2017)[5]

W Polsce ukazały się następujące publikacje z udziałem Andrija Bondara
- Jogging, tom wierszy (tłum. Adam Wiedemann i Bohdan Zadura, 2005),
- wybór wierszy w antologii ukraińskiej poezji, Wiersze zawsze są wolne (tłum. Bohdan Zadura, Wrocław 2005 i 2012),
- Historie ważne i nieważne, zbiór felietonów (Wrocław, 2011)[6]
- Nogami do przodu (tłum. Bohdan Zadura i Marek S. Zadura, Lublin, 2017)[7],
- opowiadania: Delfiny i szynszyle[8], Profesor logistyki[9] (tłum. Walery Butewicz) oraz Menel[10] i Cerebro[11] (tłum. Maciej Piotrowski); (publikacja na portalu Rozstaje.art),
- Cerebro (tłum. Maciej Piotrowski i Walery Butewicz, Wrocław, 2020). Tom Cerebro składa się z szesnastu utworów, gatunkowo będących na pograniczu eseju i opowiadania. Według wydawcy, stylistyka utworu to połączenie „faktu i fikcji, realności i surrealistycznej fantasmagorii”. Ich akcja toczy się na Ukrainie i w Polsce lub w miejscach nieokreślonych. Bohatera opowiadań można postrzegać jako alter-ego autora, intelektualistę i pisarza. Wśród inspiracji autora wskazywana jest twórczość Sławomira Mrożka[12].

Jego poezje stanowią część dwóch antologii Bohdana Zadury: Wiersze zawsze są wolne. Przekłady z poezji ukraińskiej (Biuro Literackie – Kolegium Europy Wschodniej im. Jana Nowaka-Jeziorańskiego, Wrocław 2005, ISBN 83-8851-563-2; wydanie 2: Biuro Literackie – Kolegium Europy Wschodniej im. Jana Nowaka-Jeziorańskiego, Wrocław 2007, ISBN 978-83-60602-46-1) oraz 100 wierszy wolnych z Ukrainy (Biuro Literackie, Kołobrzeg 2022, ISBN 978-83-67249-06-5).
Jego wiersze tłumaczono na angielski, niemiecki, francuski, polski, szwedzki, portugalski, rumuński, chorwacki, litewski oraz białoruski.
Zbiór opowiadań Cerebro został uznany Książką Roku BBC News Ukraine (2018).

## Działalność translatorska
Andrij Bondar jest tłumaczem z języka polskiego i angielskiego następujących dzieł:
- Witold Gombowicz, Ferdydurke, Kijów, Osnowa, 2002,
- Marek Ławrynowicz Pogoda dla wszystkich, Kijów, Nora-druk, 2005,
- Michał Witkowski, Lubiewo, Kijów, Nora-druk, 2006,
- Paweł Smoleński, Pochówek dla rezuna, Kijów, Nasz czas, 2006,
- Ola Hnatiuk, Pożegnanie z imperium. Ukraińskie dyskusje o tożsamości, Kijów, Krytyka, 2006 (aut. przekładu przedmowy i rozdziałów I-III),
- Bohdan Zadura, Poeta rozmawia z ludem, Charków, Folio, 2007 (współautorzy przekładu: Dmitrij Pawłyczko i Mykoła Riabczuk),
- Katarzyna Grochola, Nigdy w życiu!, Kijów, Nasz czas, 2008,
- Piotr Zaremba, Plama na suficie, Kijów: Nora-druk, 2008,
- Katarzyna Grochola, Serce na temblaku, Kijów, Nasz czas, 2009,
- Wojciech Tochman, Jakbyś kamień jadła, Kijów, Nasz czas, 2009,
- Katarzyna Grochola, Ja wam pokażę!, Kijów, Nasz czas, 2010,
- Mariusz Szczygieł, Zrób sobie raj, Kijów, Tempora, 2011,
- Czesław Miłosz, Podpowiedziany Miłosz, Kijów, Tempora, 2012 (współautor)[13],
- Ed Stafford, Walking the Amazon: 860 Days. The Impossible Task. The Incredible Journey, Kijów, Tempora, 2012,
- Justyna Sobolewska, Książka o czytaniu, Lwów, Wydawnictwo Starego Lwa, 2014,
- Peter Pomerantsev, Nothing is True and Everything is Possible, Lwów, UKU, 2015,
- Witold Gombrowicz, Trans-Atlantyk, Lwów, Wydawnictwo Starego Lwa, 2015,
- Sławomir Mrożek, Wujek Mrożek nie przestaje mleć językiem, Lwów, Wydawnictwo Starego Lwa, 2017[14],
- Witold Szabłowski, Karabiny i wiśnie. Historie o dobrych ludziach z Wołynia (oryginalny tytuł: Sprawiedliwi zdrajcy. Sąsiedzi z Wołynia), Lwów, Wydawnictwo Starego Lwa, 2017[15],
- Witold Szabłowski, Jak nakarmić dyktatora, Lwów, Wydawnictwo Starego Lwa, 2020[16].